# Musikjahr 1547
Liste der Musikjahre

◄◄ | ◄ | 1543 | 1544 | 1545 | 1546 | Musikjahr 1547 | 1548 | 1549 | 1550 | 1551 | ► | ►►

Weitere Ereignisse
Dieser Artikel behandelt das Musikjahr 1547.

## Ereignisse

### Heiliges Römisches Reich

#### Hofkapelle von Kaiser Karl V.
- Thomas Crécquillon ist seit dem Jahr 1540 „maistre de la chapelle“ am Hof von Kaiser Karl V. Die Hofkapelle begleitet den Kaiser auch auf dessen Reisen. Aufenthalte in Deutschland in 1545 sowie zwischen 1546 und 1548 sind belegt. Seine Aufenthalte mögen zu der relativ weiten Verbreitung seiner Werke beigetragen haben.
- Nicolas Payen wirkt seit 1540 in der Hofkapelle von Kaiser Karl V. als clerc d’oratoire und chapelain des hautes messes.

#### Hofkapelle der Regentin Maria von Ungarn
- Benedictus Appenzeller ist seit 1536 Sänger am habsburgischen Hof der Regentin Maria von Ungarn in Brüssel und seit 1537 Leiter der Chorknaben (maître des enfants).

#### Hochstift Lüttich
- Jan Belle ist in den Jahren 1546 und 1547 Meister der Chorknaben (magister duodenarum) an der Heiligkreuzkirche (Sainte Croix) in Lüttich; hier wird er „de Lovanio“ genannt.
- Ludovicus Episcopius wirkt ab 19. Oktober 1545 als zangmeester an der Kollegiatkirche St. Servatius in Maastricht. Er bekommt mehrere Benefizien und wird Mitglied der Bruderschaft der Kapläne als einer der scriptores chori. Diese Stellung behält er bis ins Jahr 1566.
- Jean De Latre ist seit November 1544 in der Nachfolge von Adam Lauri succentor an der Kirche St. Martin in Lüttich. Er leitet die Kapelle der Kirche fast 20 Jahre lang mit Geschick und Erfolg. Ebenfalls seit 1544 wirkt De Latre als Kapellmeister des Lütticher Fürstbischofs Georg von Österreich, einem humanistisch gesinnten Musikfreund. Hier hat er den Nutzen wichtiger Kontakte zu anderen Künstlern wie Lambert Lombard (1506–1566) und Franciscus Florius (1516–1570) und zu weiteren wichtigen Personen im Umkreis des Bischofs.

#### Grafschaft Hennegau
- Jacobus Clemens non Papa ist möglicherweise Chorleiter bei Philippe de Croy († 1549), Herzog von Aarschot und Feldherr von Kaiser Karl V., weil mehrere seiner Staatsmotetten auf den Herzog oder auf den Kaiser verweisen.

#### Herzogtum Brabant
- Jean de Bonmarché promoviert 1547 zum „Doktor der freien Künste“ an der Universität Löwen.
- Gheerkin de Hondt ist seit dem 31. Dezember 1539 Singmeister der Marienbruderschaft (Illustre Lieve Vrouwe Broederschap) in ’s-Hertogenbosch. Im Jahr 1547 kommt es zu dem Vorwurf, er und seine Frau hätten die in ihrem Haus wohnenden Chorknaben vernachlässigt, woraufhin er entlassen wird. Er verlässt ’s-Hertogenbosch am 2. Oktober 1547 und zieht mit einem dieser Chorknaben nach Norden in den friesischen Teil der Niederlande. Dort verliert sich seine Spur.

#### Markgrafschaft Antwerpen
- Antoine Barbé hat – nach den Akten der Kathedrale von Antwerpen – von 1527 bis 1562 die Stelle des Kapellmeisters inne.
- Tielman Susato, der 1543 in Antwerpen ein dreijähriges Druckerprivileg erhalten hat und hier eine Druckerei eröffnet hat, bringt in den Jahren zwischen 1543 und 1561 drei Bände mit Messkompositionen heraus, 19 Motetten- und 22 Chansonbücher, darüber hinaus eine Serie mit elf Bänden Musyck Boexken. Seine Publikationen sind in der Mehrheit Sammelbände mit Werken mehrerer Komponisten. 1546/47 veröffentlicht er seine Liber I [-IV] sacrarum cantionum zu vier bis fünf Stimmen. Seit 1531 ist Susato Mitglied der Antwerpener Stadtmusikanten; er spielt die Instrumente Flöte, Blockflöte, Krummhorn, Feldtrompete und Posaune und hat vielleicht auch die abendlichen Andachten der Bruderschaft begleitet.
- Gérard de Turnhout ist seit dem Jahr 1545 Chorsänger an der Liebfrauenkirche in Antwerpen.
- Hubert Waelrant heiratet in Antwerpen Maria Loochenborch.

#### Tournai
- Nicolas Gombert ist Kanoniker in Tournai, wo er seit 1534 eine kirchliche Sinekure innehat. Sein Name erscheint nicht in der Liste der Geistlichen, die in Tournai Messen gelesen haben, und er übt wohl keine priesterlichen Funktionen mehr aus. Hier dürfte er auch Pierre de Manchicourt kennen gelernt haben, der 1545 Kapellmeister an der dortigen Kathedrale und Lehrer der Chorknaben geworden ist.
- Pierre de Manchicourt ist seit 1545 Kapellmeister und Lehrer der Chorknaben an der Kathedrale von Tournai.

#### Fürstentum Ansbach
- Caspar Othmayr, der 1545 die Direktorenstelle der kleinen Lateinschule des Klosters Heilsbronn angenommen hatte, bekam noch im selben Jahr die Berufung als Probst an die St.-Gumbertus-Kirche in Ansbach; diese Stelle tritt er aber wegen widriger Umstände erst am 15. Juli 1547 an. 1547 erscheint auch seine Sammlung Symbola mit Mottos und Wappen bekannter zeitgenössischer Männer; letztere enthält Kompositionen über Martin Luther, Philipp Melanchthon, den Prediger Thomas Venatorius (um 1488 – 1551) und über weitere der Reformation zugewandte Personen.

#### Kurfürstentum Brandenburg
- Adrianus Petit Coclico unterrichtet vom Sommer 1546 bis Sommer 1547 an der Universität Frankfurt an der Oder. Da aus seiner Wittenberger Zeit noch ein Ehescheidungsverfahren in der Schwebe ist, geht er für kurze Zeit nach Stettin. Anschließend, von 1547 bis 1550, ist Coclico am Hof von Herzog Albrecht von Brandenburg in Königsberg tätig, wo er in der Gehaltsliste als „musicus“ bezeichnet wird.

Laudate Dominum – Kanon von Sixt Dietrich; herausgegeben von Sigmund Salminger (1547)

#### Kurfürstentum Sachsen
- Sixt Dietrich lebt seit 1544 wieder in Wittenberg und überwacht neben seinen Vorlesungen auch die Drucklegung seiner Hymnen bei Georg Rhau, der viele gottesdienstliche Arbeiten von ihm druckt. Nach der Wittenberger Kapitulation am 19. Mai 1547 verlässt er Wittenberg und hält sich in Konstanz auf.
- Wolfgang Figulus, der um 1545 Kantor in Lübben wurde, immatrikuliert sich im Herbst 1547 an der Universität Viadrina in Frankfurt (Oder), um bereits zum Winter 1547/48 an die Universität Leipzig zu wechseln, wo er im Jahre 1549 auch Musikvorlesungen halten wird.
- Hermann Finck ist seit 1545 Student an der Universität Wittenberg. Hier wird er ab dem Jahr 1554 Gesang und Instrumentalmusik lehren.
- Anton Musa ist von 1544 bis zu seinem Tod im Anfang Juni 1547 Pfarrer in Merseburg, wo er neben dem Predigtamt am Merseburger Dom auch den Dienst im Konsistorium versieht.
- Georg Rhau, der sich Ende 1522 in Wittenberg als Drucker niedergelassen hat, betreibt bis zu seinem Tode hier eine Buchdruckerei. Die Musikdrucke Georg Rhaus sind das bedeutendste Zeugnis für die musikalischen Anschauungen und Absichten des Kreises um Martin Luther.
- Leonhart Schröter besucht von 1545 bis 1547 die Fürstenschule in Meißen.

#### Erzstift Magdeburg
- Martin Agricola ist Kantor in Magdeburg.

#### Kurpfalz
- Georg Forster, der am 27. September 1544 zum Doktor der Medizin in Tübingen promoviert wurde, wirkt seit Anfang 1545 und bis Ostern 1547 als „gemeiner Stadt Doctor“ in seiner Heimatstadt Amberg; in diese Zeit fällt seine Verheiratung mit Sabine Portner aus Theuern bei Amberg.
- Sebastian Ochsenkun ist seit 1544 Lautenmeister am kurpfälzischen Hof in Heidelberg.

#### Freiburg im Breisgau
- Glarean ist seit 1529 Professor der Poetik in Freiburg im Breisgau. Dort lehrt er bis zu seiner Emeritierung 1560 Poetik, Geschichte und Geografie. 1547 veröffentlicht Glarean mit seinem Werk Dodekachordon einen Beitrag zur Musiktheorie. In dem Buch erweitert er die authentischen mittelalterlichen Modi um den ionischen und den äolischen Modus, aus denen sich später das Dur-Moll-System entwickeln wird, das in der westlichen Musik von ca. 1700 bis 1900 vorherrschend ist.

#### Herzogtum Württemberg
- Sigmund Hemmel ist seit 1544 Tenorist in der Hofkapelle von Herzog Ulrich von Württemberg in Stuttgart.

#### Straßburg
- Wolfgang Dachstein ist seit 1541 Organist am Straßburger Münster und zugleich Musiklehrer am dortigen Gymnasium. Er fügt sich dem Augsburger Interim und bleibt dadurch in seinem Amt.

#### Erzherzogtum Österreich
- Arnold von Bruck, der seit der zweiten Jahreshälfte 1527 in Wien Kapellmeister des österreichischen Regenten Erzherzog Ferdinand (des späteren Königs und Kaisers Ferdinand I.) war, wird zum Jahresende 1545 vom kaiserlichen Hof in den Ruhestand verabschiedet. Er hält sich danach noch einige Zeit in Wien auf und hat hier das Amt eines Kaplans an einem der Altäre des Stephansdoms; auch komponiert er hier einige Stücke im Auftrag der Domkantorei.
- Erasmus Lapicida, der um das Jahr 1521 vom Habsburger Erzherzog Ferdinand I. (Regierungszeit als Erzherzog 1521–1531) am Schottenkloster in Wien eine Präbende verliehen bekam, lebt dort die 26 restlichen Jahre seines Lebens. Der Komponist, der Ferdinand I. im Jahr 1544 wegen seiner Altersschwäche um ein Gnadengeld von 15 Kreuzern gebeten hat, erhält dies bewilligt. Es wird bis zu seinem Tod im Jahr 1547 regelmäßig gezahlt.

#### Königreich Böhmen
- Nikolaus Herman ist Kantor und Lehrer an der Lateinschule in St. Joachimsthal. Hier arbeitet er unter anderem mit Johannes Mathesius zusammen, der dort ab 1532 als Rektor der Schule und ab 1540 als Pfarrer amtiert.

#### Alte Eidgenossenschaft
- Loys Bourgeois ist spätestens seit 1545 Kantor und Lehrer an der Kathedrale Saint-Pierre in Genf und in der städtischen Pfarrei Saint-Gervais.
- Eustorg de Beaulieu, der Pfarrer in Thierrens und Moudon im Kanton Waadt war, legt 1547 sein Pfarramt nieder (nach anderen Quellen wird er des Amtes enthoben) und hält sich danach für ein Jahr in Biel auf.
- Guillaume Franc ist seit 1545 Kantor an der Kathedrale und Lehrer an der Akademie in Lausanne.

#### Herzogtum Modena und Reggio
- Cipriano de Rore, der 1546 von Herzog Ercole II. d’Este (1508–1559) als Kapellmeister an seinen Hof nach Ferrara geholt wurde, wirkt hier fast zwölf Jahre lang fast ohne Unterbrechung, nachdem Ferrara zuvor schon als herausragendes Zentrum der Künste, besonders der Musik, bekannt ist. Während dieser Zeit schreibt de Rore dort mindestens 107 Werke für die Familie d’Este sowie für Mitglieder der geistlichen und weltlichen Oberschicht Europas.

#### Herzogtum Toskana
- Paolo Aretino wirkt bis 1547 als Kantor am Dom von Arezzo und danach bis zu seinem Tode an Santa Maria della Pieve, ebenfalls in Arezzo.
- Francesco Corteccia steht seit dem Jahr 1539 im Dienst der Familie de’ Medici und bekleidet die Stelle des Kapellmeisters am Hofe des Herzogs Cosimo I.
- Nicolao Dorati wirkt seit 1543 in der Stadtkapelle von Lucca, zunächst als Posaunist und ab 1557 für über 20 Jahre als Kapellmeister.
- Matteo Rampollini steht in den Diensten der Medici in Florenz. Offenbar bleibt Rampolini sein ganzes Leben für die Medici tätig. Zwischen 1547 und 1552 lebt er anscheinend mit seinem Bruder Jacopo im Viertel Santa Croce zusammen.

### Königreich England

#### Chapel Royal von Heinrich VIII./ Eduard VI.
- Thomas Tallis, der 1543 zum „Gentleman of the Chapel Royal“ – also zum „Gentleman“ der Königlichen Kapelle – in London ernannt wurde, bekleidet dieses Amt in den folgenden vierzig Jahren.
- Philip van Wilder amtiert im Todesjahr von Heinrich VIII. als Keeper of the Instruments und ist somit Leiter der Instrumentalmusik am königlichen Hof (später master of the King’s music genannt).

#### Diözese Ely
- Christopher Tye, der an der Universität Cambridge studierte und dort und in Oxford im Fach Musik promovierte, ist seit ca. 1543 Master of the Choristers an der Kathedrale von Ely und hat diese Stellung bis 1561 inne.

### Königreich Frankreich

#### Chapelle Royale von Franz I./ Heinrich II.
- Jacotin Le Bel ist Mitglied der Hofkapelle des französischen Königs Franz I. Auf der Liste der Sänger für die Trauerfeierlichkeiten für König Franz I., der am 31. März 1547 verstorben ist, ist er nicht aufgeführt.
- Pierre Sandrin, der Doyen des Klosterkapitels von Saint-Florent-de-Roye in der Picardie war, ist seit 1543 Doyen in der Chapelle Royale.
- Claudin de Sermisy ist Mitglied der Hofkapelle. Ab dem Jahr 1533 ist der Komponist als sous-maître über alle Musiker der königlichen Kapelle tätig; die administrative Leitung hat Kardinal François de Tournon, ein enger Vertrauter des Königs. Als sous-maître leitet de Sermisy die Aufführungen der etwa 40 erwachsenen Sänger und sechs Chorknaben, welche die königliche Kapelle während der 1530er und 1540er Jahre besitzt; darüber hinaus ist er für das Wohl der Knaben verantwortlich und hat die Aufsicht über die liturgischen und musikalischen Bücher der Kapelle. Er übt dieses Amt bis etwa 1553 aus und teilt sich den Titel und die Aufgaben 1543–1547 mit Louis Hérault de Servissas, kurze Zeit mit Guillaume Belin und 1547–1553 mit Hilaire Rousseau.

#### Angers
- Clément Janequin ist seit 1534 Kapellmeister der Kathedrale von Angers.

#### Lyon
- Die von Henry Fresneau überlieferten Kompositionen lassen den Schluss zu, dass er seit 1538 und bis 1554 in Lyon gewirkt hat.

#### Paris
- Pierre Attaingnant, der um 1527/1528 eine Variante des Notendrucks erfunden hat, die das Drucken in einem Arbeitsgang erlaubt, veröffentlicht von 1528 bis 1552 in Paris mehr als 50 Chansonsammlungen und einige „Tanzbücher“.
- Pierre Certon wirkt seit 1529 in Paris an Notre-Dame und ist hier seit 1542 Leiter des Knabenchores.

### Italienische Staaten

#### Kirchenstaat
- Jakob Arcadelt, der krankheitsbedingt zwischen dem 10. November 1545 und dem 16. April 1546 nicht im Dienst war, und ab 6. Mai 1546 einen über einjährigen Heimaturlaub genommen hatte, kehrt am 28. Mai 1547 nach Rom zurück und ist wieder als maestro di cappella in der Capella Sistina tätig.
- Leonardo Barré, ein Schüler von Adrian Willaert in Venedig, ist seit 1537 Sänger der päpstlichen Kapelle in Rom. Diese Anstellung behält er bis 1555.
- Ghiselin Danckerts ist seit 1538 Sänger der päpstlichen Kapelle in Rom. Er wird dieses Amt bis 1565 ausüben.
- Domenico Ferrabosco, der zunächst in seiner Heimatstadt Bologna als Sänger und Kapellmeister an St. Petronio wirkte, ist seit 1546 Kapellmeister der Cappella Giulia am Petersdom in Rom.
- Giovanni Pierluigi da Palestrina hat die Verpflichtung zur täglichen Leitung des Chorgesangs bei der Feier von Messe, Vesper und Komplet in der Kathedrale San Agapito seiner Heimatstadt Palestrina. Dazu hat er sich am 28. Oktober 1544 in einen Vertrag mit den Kanonikern der Kathedrale verpflichtet. Zu seinen weiteren Aufgaben gehört auch an Festtagen die Orgel zu spielen und außerdem Kanonikern und Chorknaben musikalischen Unterricht zu geben. Am 12. Juni 1547 heiratet Palestrina Lucrezia Gori aus einer angesehenen Familie seiner Heimatstadt; die aus der Ehe hervorgehenden Söhne Rodolfo (1549–1572), Angelo (1551–1575) und Iginio (1558–1610) werden später alle als Komponisten aktiv.
- François Roussel, der möglicherweise als Sängerknabe nach Rom gelangte, ist seit 1544 Musiker im Gefolge des Kardinals Alessandro Farnese.

#### Markgrafschaft Montferrat
- Jachet de Mantua ist spätestens seit 1535 Magister der Kapellknaben und Kapellmeister an der Kathedrale St. Peter und Paul in Mantua. In Mantua hat er durch seine direkte Unterstellung unter den Kardinal eine Sonderstellung inne. Seine Bekanntheit beruht auch auf zahlreichen Veröffentlichungen seiner Werke, mit der Folge, dass sehr viele zeitgenössische Autoren sich in ihren Schriften mit seinem Wirken auseinandersetzen.

#### Königreich Neapel
- Giovanni Domenico da Nola, der 1545 sein erstes, vierstimmiges Madrigalbuch veröffentlicht hat, ist 1546–47 Gründungsmitglied der Accademia dei Sereni in Neapel (?) und bekannt mit dem Lautenisten Luigi Dentice und dem Marchese della Terza, einem Förderer von Orlando di Lasso.

#### Königreich Sizilien
- Orlando di Lasso, der im Herbst 1544 seine Heimatstadt im Dienst von Ferrante I. Gonzaga, Vizekönig von Sizilien und Feldherr von Kaiser Karl V. verlassen hat und mit ihm über Fontainebleau zunächst nach Mantua und Genua gereist ist, weilt seit 1. November 1545 in Palermo auf Sizilien. Hier erhält Orlando Zugang zu den Kreisen des heimischen Adels. Auch lernt er auf dieser und den folgenden Reisen durch Italien die dortige Volksmusik und die Improvisation der Commedia dell’Arte kennen, was ihn zu seinen ersten eigenen Kompositionsversuchen anregt.

#### Herzogtum Urbino
- Dominique Phinot ist – wie zwei Dokumente aus dem Archiv der Stadt Urbino, datiert auf den 26. März 1545 und auf den 20. November 1555, belegen – bei Herzog Guidobaldo II. von Urbino angestellt. In Lyon werden von den Verlegern G. und M. Beringen 1547/48 vier umfangreiche Einzeldrucke seiner Motetten und Chansons für vier bis acht Stimmen gedruckt.

#### Republik Venedig
- Jacquet de Berchem hat 1546 Venedig verlassen und dient einige Zeit an der Kathedrale von Verona als maestro di cappella. Aus dem Vorwort zu seiner Sammlung mit vierstimmigen Madrigalen ergibt sich, dass er Andrea Marzato als Dienstherrn hat, ein „gentilhuomo napolitano“, der in der ersten Hälfte des 16. Jahrhunderts für einige Zeit Gouverneur von Monopoli gewesen ist.
- Jakob Buus ist seit dem 15. Juli 1541 Organist der 2. Orgel des Markusdoms in Venedig.
- Antonio Gardano, der seit 1532 in Venedig lebt und hier einen Musikverlag und eine Druckerei gegründet hat, gibt zwischen 1538 und 1569 rund 450 Publikationen, vor allem Madrigale und geistliche Musik heraus. Von den noch 388 erhaltenen Drucken sind nur zwei nicht musikalischen Inhalts.
- Girolamo Parabosco, ein Schüler von Adrian Willaert, der 1546 Florenz als Gast von Francesco Corteccia besucht hat, verbringt danach einige Zeit mit Reisen durch die norditalienischen Städte und geht dann nach Venedig zurück und wird erster Organist am Markusdom, was eine der berühmtesten musikalischen Stellen seiner Zeit in Italien ist.
- Francesco Patavino ist in Treviso als Kapellmeister tätig.
- Antonio Scandello ist im Jahr 1547 an der Kirche Santa Maria Maggiore in Bergamo tätig.
- Adrian Willaert ist seit dem 12. Dezember 1527 Domkapellmeister zu San Marco in Venedig. Der Komponist behält dieses Amt 35 Jahre lang bis zu seinem Tod; erst durch sein Wirken bekommt diese Stelle ihre in ganz Europa herausragende Bedeutung.

### Königreich Polen

#### Hofkapelle von Sigismund II. August
- Mikołaj Gomółka lebt am Hof von König Sigismund II. August von Polen.
- Wacław z Szamotuł wird am 6. Mai 1547 Mitglied der königlichen Kapelle von König Sigismund II. August von Polen in Vilnius.

### Spanien

#### Hofkapelle von Karl V.
- Cornelius Canis ist seit Juni 1542 Nachfolger von Thomas Crécquillon als Hofkapellmeister der Grande Chapelle von Kaiser Karl V. in Madrid. Dem wachsenden Ruf von Canis als Komponist folgen prominente Veröffentlichungen seiner Werke. In dem Catalogus Familiae Totius aulae Caesareae (1547/48) von Nicolaus Mameranus (1500–1567), dem Hofdichter Karls V., steht „Magister Cornelius Canis, Praefectus sacelli“ an der Spitze der Liste der Kapellmitglieder.

#### Jaen
- Francisco Guerrero, der seine erste musikalische Ausbildung als Chorknabe der Kathedrale von Sevilla von seinem älteren Bruder Pedro (* 1520) und durch Kapellmeister Pedro Fernández de Castilleja und auch Cristóbal de Morales erhielt, ist seit 1546 Kapellmeister der Kathedrale von Jaén.

#### La Seu d’Urgell
- Joan Brudieu ist Kapellmeister der Kathedrale von La Seu d’Urgell. Diese Position behält er – mit Unterbrechungen – bis kurz vor seinem Tode 1591.

#### Sevilla
- Alonso Mudarra ist seit dem 18. Oktober 1546 Kanoniker an der Kathedrale von Sevilla. In dieser Stadt hat er einen bedeutenden Einfluss auf das Musikleben und bleibt dort noch 34 Jahre bis an sein Lebensende. Zu seinen Aufgaben an der Kathedrale gehört die Leitung aller musikalischen Aktivitäten. Hierzu gehören die Beauftragung von Instrumentalisten, der Kauf und die Leitung des Aufbaus einer neuen Orgel und die enge Zusammenarbeit mit Komponisten für die vielfältigen festlichen Anlässe.

#### Toledo
- Cristóbal de Morales, der 1545 seinen Dienst als Sänger der Sixtinischen Kapelle in Rom beendet hat und in die spanische Heimat zurückgekehrt ist, wirkt bis 9. August 1547 als Kapellmeister an der Kathedrale von Toledo.

#### Valladolid
- Luis de Narváez steht seit den 1520er Jahren im Dienst von Francisco de los Cobos y Molina (1477–1547), Komtur von León und Sekretär von Kaiser Karl V.; er lebt mit großer Wahrscheinlichkeit in Valladolid mit seinem Dienstherrn bis zu dessen Tod 1547.
- Enríquez de Valderrábano gibt 1547 in Valladolid ein siebenbändiges Werk mit Kompositionen für die Vihuela heraus, die Libro de Música de Vihuela, intitulado Silva de Sirenas (Buch der Musik für Vihuela, betitelt „Wald der Sirenen“). Es umfasst nach Schwierigkeitsgrad gestaffelt insgesamt 171 Kompositionen. Zu Beginn enthält das Werk drei Seiten mit theoretischen Erläuterungen. Am Anfang eines jeden Stücks dieser Sammlung gibt Valderrábano den jeweiligen Schwierigkeitsgrad an und gibt mittels Mensurzeichen einen Hinweis auf die Wahl des richtigen Tempos. Nahezu die Hälfte aller Kompositionen besteht aus Intabulierungen von Messesätzen, Motetten, italienischen Madrigalen, spanischen Villancicos und Romanzen von Jacobus Arcadelt, Loyset Compère, Nicolas Gombert, Lupus Hellinck, Jacquet de Mantua, Josquin, François de Layolle, Cristóbal de Morales, Juan Vásquez, Philippe Verdelot und Adrian Willaert.

## Instrumentalmusik

### Für vier Instrumente
- Jakob Buus – 26 Recercari a 4 voci, Libro 1, Venedig: Noten und Audiodateien im International Music Score Library Project; darin:
  - Ricercar Nr. 2: Noten und Audiodateien im International Music Score Library Project
  - Ricercar Nr. 6: Noten und Audiodateien im International Music Score Library Project
  - Ricercar Nr. 7: Noten und Audiodateien im International Music Score Library Project
  - Ricercar Nr. 8: Noten und Audiodateien im International Music Score Library Project
  - Ricercar Nr. 9: Noten und Audiodateien im International Music Score Library Project
  - Ricercar Nr. 10: Noten und Audiodateien im International Music Score Library Project

### Für Gitarre
- Alonso Mudarra – Romanesca Nr. 2: Noten und Audiodateien im International Music Score Library Project
- Enríquez de Valderrábano – 7 Diminutions on Guardarme Las Vacas: Noten und Audiodateien im International Music Score Library Project

### Für Laute
- Simon Gintzler – Intabolatura de lauto, Venedig: Noten und Audiodateien im International Music Score Library Project
- Pierre Phalèse (Hrsg.) – Carminum quae chely vel testudine canuntur, Löwen: Noten und Audiodateien im International Music Score Library Project
- Pierre di Teghi – Carminum ad testudini usum compositorum liber tertius, Löwen: Noten und Audiodateien im International Music Score Library Project

### Für Vihuela
- Enríquez de Valderrábano – Libro de musica de vihuela, Valladolid: Noten und Audiodateien im International Music Score Library Project
  - Buch 1: Werke für Solo-Vihuela
  - Buch 2: Arrangements, die solistisch oder als begleitete Lieder für Tenor oder Bass gespielt werden können, Text in lateinischer, kastilischer und italienischer Sprache
  - Buch 3: Arrangements, die vom Vihuelaspieler im Falsett gesungen werden sollen; hier ist der Part für die Singstimme auf einem separaten Notensystem notiert
  - Buch 4: 16 Duette für zwei Vihuelas.
  - Buch 5: Werke für Solo-Vihuela
  - Buch 6: Werke für Solo-Vihuela
  - Buch 7: Werke für Solo-Vihuela

## Vokalmusik

### Geistlich
- Anonymous – Ut queant laxis: Noten und Audiodateien im International Music Score Library Project
- Benedictus Appenzeller
  - Motette Ave regina caelorum zu vier Stimmen, Antwerpen
  - Motette Clama ne cesses zu vier Stimmen, Antwerpen, teilweise Appenzeller, teilweise Cornelius Canis zugeschrieben
  - Motette O magnum mysterium zu vier Stimmen, teilweise Appenzeller zugeschrieben, teilweise anonym, Antwerpen
- Loys Bourgeois
  - Le premier livre des pseaulmes de David zu vier Stimmen, Lyon: Noten und Audiodateien im International Music Score Library Project
  - 50 Pseaulmes de David zu vier Stimmen, Lyon: Noten und Audiodateien im International Music Score Library Project
- Thomas Crecquillon – Psalm Erravi sicut ovis: Noten und Audiodateien im International Music Score Library Project
- Sixt Dietrich – geistliches Lied Erue, Domine: Noten und Audiodateien im International Music Score Library Project
- Jean Lecocq – Motette Laudemus omnes zu vier Stimmen
- Bartholomeus Le Conte – Motetta quinque vocibus suavissime sonantia, Venedig: Antonio Gardano: Noten und Audiodateien im International Music Score Library Project
- Caspar Othmayr
  - Bicinia sacra. Schöne geistliche Lieder und Psalmen mit zwo Stimmen lieblich zu singen
  - Symbola illustrissimorum principum, nobilum, aliorunque doctinra, ac virtutem ornamentis praestantium virorum, musicis numeris explicate
- Nicolas Payen – Motette Quis dabit capiti zu vier Stimmen (Staatsmotette)
- Dominique Phinot – Motette Liber primus mutetarum quinque vocum, Lyon 1547 und Venedig 1552

### Weltlich
- Giovanni Animuccia – erstes Buch mit Madrigalen zu vier, fünf und sechs Stimmen, Venedig (hrsg. bei Antonio Gardano)
- Pierre Attaingnant (Hrsg.)
  - 28 Chansons nouvelles, Livre 25 (Paris): Noten und Audiodateien im International Music Score Library Project
  - Danceries, Livre 2 (Paris): Noten und Audiodateien im International Music Score Library Project
  - 50 Galliards, Pavans, Branles, Basse Dances und Tourdions, Paris: Noten und Audiodateien im International Music Score Library Project
- Francesco Bianchini – Chanson Tabulature de Lutz, Lyon: Noten und Audiodateien im International Music Score Library Project
- Antoine ou Jean Boyvin – Chanson Mort sans soleil zu vier Stimmen: Noten und Audiodateien im International Music Score Library Project
- Perissone Cambio – Madrigali a 4 voci, Libro 1, Venedig (hrsg. bei Antonio Gardano): Noten und Audiodateien im International Music Score Library Project; darin:
  - Cipriano de Rore – Madrigal Anchor che col partire: Noten und Audiodateien im International Music Score Library Project
  - Perissone Cambio – Chi mette il piè su l’amorosa pania: Noten und Audiodateien im International Music Score Library Project
  - Cipriano de Rore – Io canterei d'amor sì novamente: Noten und Audiodateien im International Music Score Library Project
- Francesco Corteccia
  - erstes Buch mit Madrigalen zu vier Stimmen, Venedig (hrsg. von Antonio Gardano)
  - zweites Buch mit Madrigalen zu vier Stimmen, Venedig (hrsg. von Antonio Gardano)
- Clément Janequin – Chanson Sus approchez ces lèvres vermeillettes zu vier Stimmen: Noten und Audiodateien im International Music Score Library Project
- Pierre de Villiers
  - Chanson Apres avoir longuement attendu zu vier Stimmen: Noten und Audiodateien im International Music Score Library Project
  - Chanson Craignant amour de perdre le povoir zu vier Stimmen: Noten und Audiodateien im International Music Score Library Project
  - Chanson Est il heureux celuy qui de s’amye zu vier Stimmen: Noten und Audiodateien im International Music Score Library Project
  - Chanson Faut-il pour ung verre cassé zu vier Stimmen: Noten und Audiodateien im International Music Score Library Project
  - Chanson L’heureux soucy de l’esperé desir zu vier Stimmen: Noten und Audiodateien im International Music Score Library Project
  - Chanson Nenny desplaist et donne grand soucy zu vier Stimmen: Noten und Audiodateien im International Music Score Library Project
  - Chanson Pour avoir heu de ma dame refus zu vier Stimmen: Noten und Audiodateien im International Music Score Library Project
  - Chanson Si vous avez de me veoir telle envie zu vier Stimmen: Noten und Audiodateien im International Music Score Library Project

## Musiktheoretische Schriften
- Martin Agricola – Musica ex prioribus a me aeditis musicis, Magdeburg: Noten und Audiodateien im International Music Score Library Project
- Heinrich Glarean – Dodecachordon, Basel: Noten und Audiodateien im International Music Score Library Project; darin:
  - Josquin Desprez – Kanon in F-Dur: Noten und Audiodateien im International Music Score Library Project
  - Sixt Dietrich – Servus Tuus Sum: Noten und Audiodateien im International Music Score Library Project
  - Damião de Góis – Ne laeteris inimica mea zu drei Stimmen: Noten und Audiodateien im International Music Score Library Project
  - Jacob Obrecht – Fuga in unisono: Noten und Audiodateien im International Music Score Library Project
- Angelo da Piccitono – Fior angelico di musica, Venedig: Noten und Audiodateien im International Music Score Library Project

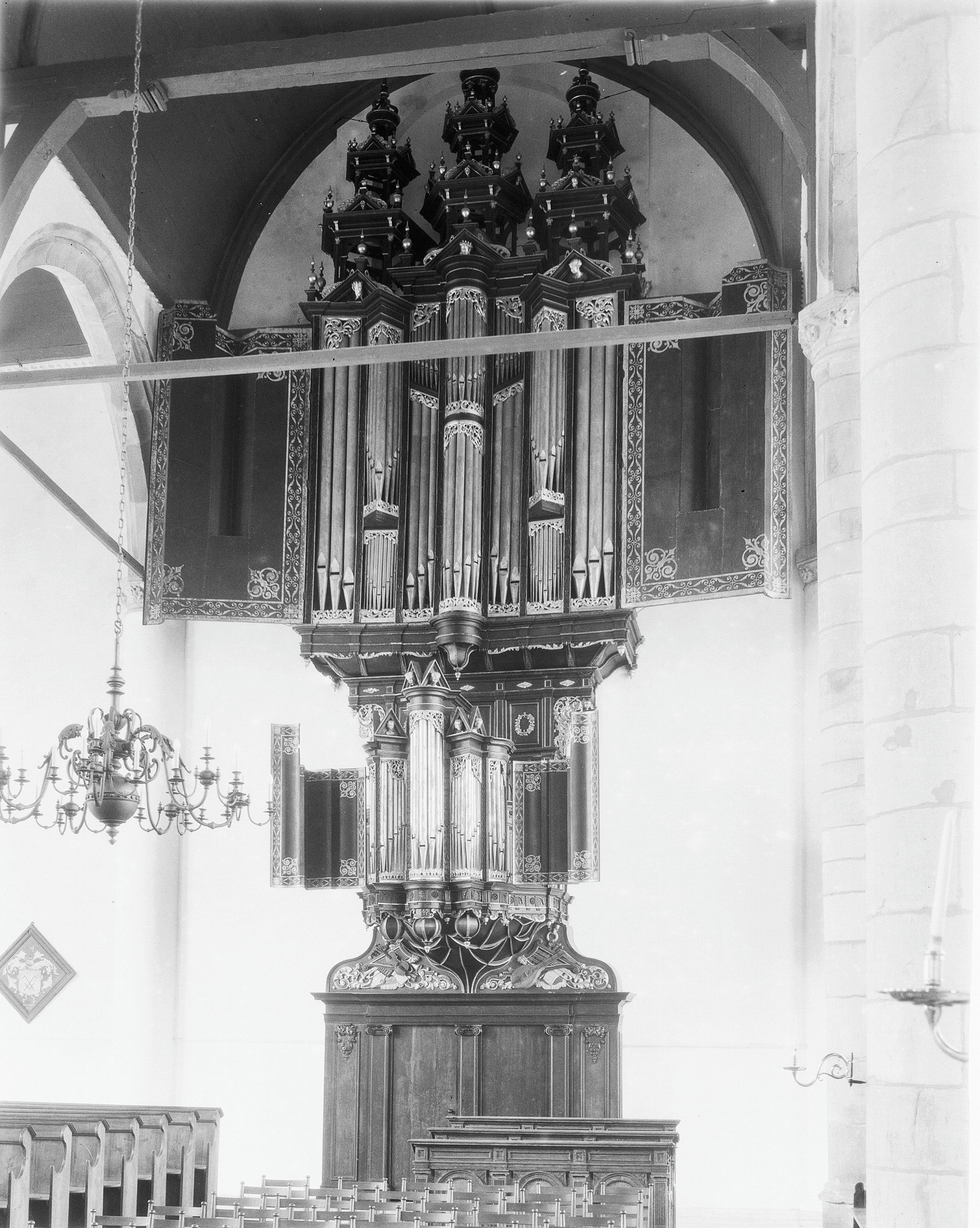
Orgel von Hendrik Niehoff in Enkhuizen

## Instrumentenbau
- Hendrik Niehoff stellt die Orgel der Westerkerk in Enkhuizen fertig.

## Geboren

### Geburtsdatum gesichert
- 08. April: Lucrezia Bendidio, italienische Hofdame und Sängerin († nach 1584)
- 28. Juni: Cristofano Malvezzi, italienischer Organist und Komponist († 1599)
- 10. November: Martin Moller, deutscher Mystiker, Erbauungsschriftsteller und Kirchenlieddichter († 1606)

### Genaues Geburtsdatum unbekannt
- George de La Hèle, franko-flämischer Komponist und Kapellmeister († 1586)

### Geboren um 1547
- Gutierre Fernández Hidalgo, spanischer Komponist († 1623)
- Balduin Hoyoul, franko-flämischer Komponist, Sänger und Kapellmeister († 1594)
- Manuel Mendes, portugiesischer Komponist († 1605)

## Gestorben

### Todesdatum gesichert

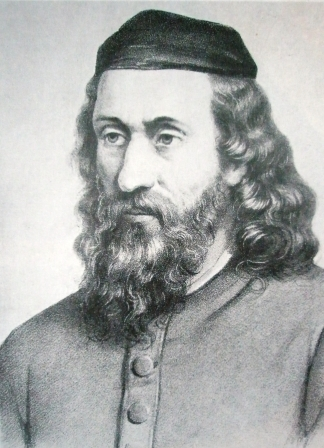
Johann Horn; † 11. Februar

- 11. Februar: Johann Horn, Bischof der Böhmischen Brüder und Kirchenlieddichter (* um 1490)
- 19. November: Erasmus Lapicida, flämischer Komponist, Sänger und Kleriker (* um 1450)

### Genaues Todesdatum unbekannt
- Anfang Juni: Anton Musa, evangelischer Theologe, Reformator und Komponist (* um 1485)
- Peter Schöffer der Jüngere, Buchdrucker und Musikdrucker der Reformationszeit (* zwischen 1475 und 1480)

### Gestorben nach 1547
- Gheerkin de Hondt, franko-flämischer Komponist und Sänger (* um 1490)